# آلفرد یاک
آلفرد یاک (آلمانی: Alfred Jäck; ۲ اوت ۱۹۱۱ – ۲۸ اوت ۱۹۵۳) بازیکن فوتبال اهل سوئیس بود.
از باشگاه‌هایی که در آن بازی کرده‌است می‌توان به باشگاه فوتبال لیل، باشگاه فوتبال سروت ۱۸۹۰ و باشگاه فوتبال بازل اشاره کرد.
وی همچنین در تیم ملی فوتبال سوئیس بازی کرده‌است.